# ويليام د. دريك
ويليام د. دريك (بالإنجليزية: William D. Drake)‏ هو كاتب أغاني بريطاني، ولد في 7 فبراير 1962 في تشيلمسفورد في المملكة المتحدة.

## وصلات خارجية
- الموقع الرسمي
- ويليام د. دريك على موقع IMDb (الإنجليزية)
- ويليام د. دريك على موقع ميوزك برينز (الإنجليزية)
- ويليام د. دريك على موقع ميوزك برينز (الإنجليزية)
- ويليام د. دريك على موقع ديسكوغز (الإنجليزية)